# Alighiero De Micheli
Alighiero De Micheli (Milano, 20 dicembre 1904 – Milano, 4 febbraio 1995) è stato un imprenditore e dirigente d'azienda italiano.

## Biografia
Industriale nell'azienda di famiglia di tessuti elastici è stato amministratore di numerose società industriali e bancarie tra cui il Lanificio di Somma Lombardo, il Cotonificio di Spoleto, la Banca di Credito Artigiano e il Banco di Sicilia.
È stato presidente di Assolombardia dal 1947 al 1955 e di Confindustria dal 1955 al 1961 oltre che della Pinacoteca di Brera e del Museo Poldi Pezzoli.
Riposa nel cimitero monumentale di Milano.